# Lev Černyj
Lev Černyj (rusky Лев Чëрный, 1878 – 21. září 1921) byl ruský anarchistický básník, uvězněný carským režimem na Sibiři pro své anarchistické aktivity.

## Život
Narodil se jako Pavel Dmitrijevič Turčaninov (Павел Дмитриевич Турчанинов). Roku 1907 publikoval Asociační anarchismus, knihu obhajující „volné sdružování nezávislých jedinců“. Paul Avrich ve své studii Ruští anarchisté tvrdí, že byl ovlivněn individualistickým anarchismem Maxe Stirnera, ostatní autoři ale tvrdí, že tento vliv nebyl tak výrazný.
Po jeho návratu ze Sibiře roku 1917 požíval velké obliby mezi moskevskými dělníky jako učitel. Také působil jako sekretář Moskevské federace anarchistických skupin, která byla založena v březnu 1917. Na jaře 1918, v reakci na potlačování opozice a svobodného projevu vůbec, založili moskevští anarchisté Černou armádu, v níž hrál významnou roli.
V noci z 12. srpna zaútočila Čeka na anarchistická centra v Moskvě a Černá armáda jim kladla ozbrojený odpor. Při tom bylo zabito nebo raněno čtyřicet anarchistů a asi pět set jich bylo zajato.
Roku 1919 vstoupil do skupiny zvané Podzemní anarchisté, kde publikoval dvě čísla novin, které odsuzovaly komunistickou diktaturu jako nejkrutější tyranii v dějinách lidstva. 25. září 1919 zorganizovalo několik levicových sociálních revolucionářů a anarchistů bombový útok na hlavní budovy moskevského výboru ruské komunistické bolševické strany na protest rostoucí represi. Dvanáct komunistů bylo zabito a čtyřicet pět dalších zraněno, mezi nimi i prominentní bolševik a redaktor deníku Pravda Nikolaj Bucharin.
V srpnu 1921 moskevská Izvestia publikovala oficiální zprávu, že deset „anarchistických banditů“ bylo zastřeleno bez výslechu nebo soudu. Jeden z nich měl být i Lev Černyj, ačkoli Paul Avrich tvrdí, že dvě z jeho knih dokazují, že nebyl popraven v srpnu, ale v září. On sám se ale pravděpodobně bombového útoku na Moskevský výbor Komunistické strany nezúčastnil, dostatečným důvodem k jeho zastřelení bylo jeho spojení s Podzemními anarchisty. Komunisté odmítli dát jeho tělo jeho rodině k pohřbu, což podnítilo zprávy o jeho umučení.